# موسى علي (بركان)
موسى علي هو بركان طبقي بطول 2021 مترًا (6631 قدمًا) يقع على النقطة الثلاثية لإثيوبيا وإريتريا وجيبوتي. وهو أعلى نقطة في جيبوتي. يتم قطع قمة البركان بواسطة كالديرا، والتي تحتوي على قباب حمم ريوليتية وتدفقات الحمم البركانية. حدث آخر ثوران معروف قبل عصر الهولوسين.
يقع موسى علي في النقطة الثلاثية لمنطقة تاجورة في جيبوتي ومنطقة البحر الأحمر الجنوبية في إريتريا وولاية عفار في إثيوبيا.